# Eddie Jordan (automobilismo)
O.B.E. Eddie Jordan, pseudonimo di Edmund Patrick Jordan (Dublino, 30 marzo 1948 – Città del Capo, 20 marzo 2025), è stato un imprenditore, dirigente sportivo e pilota automobilistico irlandese.
Nato a Dublino, Jordan ha lavorato prima presso la Banca d'Irlanda. Ha vinto il campionato irlandese di kart nel 1971 ed è passato alla Formula Ford nel 1974. È stato il fondatore e proprietario del Jordan Grand Prix, un team di Formula 1 che ha operato dal 1991 al 2005. È stato opinionista di Formula 1 sulla BBC dal 2009 al 2015 prima di entrare a far parte di Channel 4 dopo che la BBC si era ritirata nel 2016. Nel febbraio 2016 è stato annunciato che Jordan si sarebbe unito a Top Gear come presentatore. Fu anche comproprietario del club di rugby London Irish.

## Biografia
Figlio di Eileen e Paddy Jordan, Edmund Patrick Jordan nasce presso la Wentworth Nursing Home a Dublino il 30 marzo 1948. Aveva una sorella maggiore, Helen. A dieci mesi, Jordan ha sviluppato una forma di acrodinia e alla sua famiglia è stato consigliato dai medici di trasferirsi da Dublino a Bray per fargli prendere "aria fresca". Le condizioni di Jordan sono migliorate gradualmente. Durante la sua infanzia, Jordan è cresciuto tra Dartry, un sobborgo a sud di Dublino e Bray. 
Jordan ha iniziato la sua educazione alla Saint Anne's Pre-School a Milltown, trascorrendo poi undici anni alla Synge Street Christian Brothers School, dove lui ed i suoi compagni sarebbero stati regolarmente picchiati se non avessero studiato duramente. Nonostante questa esperienza, Jordan ha riscontrato che il livello di istruzione era elevato. Mentre era a Synge Street, all'età di 15 anni, Jordan considerò brevemente di diventare un prete. Dopo aver accantonato il sacerdozio e lasciato alle spalle le pressioni familiari per seguire studi di odontoiatria, finì per seguire un corso di contabilità di sei settimane presso il College of Commerce di Dublino, e poi iniziò a lavorare per la Bank of Ireland come impiegato presso la loro filiale a Mullingar. Dopo quattro anni, Jordan si trasferì nella filiale di Camden Street, a Dublino. Durante uno sciopero bancario a Dublino nel 1970, trascorse l'estate nell'isola di Jersey, lavorando di giorno come contabile per una compagnia elettrica e di sera come barista. Durante questo periodo, ha conosciuto per la prima volta le corse di kart e ha disputato le sue prime gare (non ufficiali) a St Brelade's Bay.
Muore il 20 marzo 2025 all'età di 76 anni, a Città del Capo in Sudafrica, a causa di un carcinoma vescicale particolarmente aggressivo. Nel successivo Gran Premio di Cina, tenutosi pochi giorni dopo la sua morte, il team Aston Martin, erede della vecchia Jordan Grand Prix, gli rende omaggio riportando il suo nome sulla livrea delle monoposto.

## Carriera

### Pilota
Negli anni '70 è stato un pilota: al suo ritorno a Dublino, Jordan acquistò un kart e iniziò a correre, ma gareggiò soltanto nelle categorie minori, vincendo nel 1971 il campionato irlandese di kart.
Nel 1974 Jordan passò alla Formula Ford, al campionato irlandese di Formula Ford e nel 1975 alla Formula 3, ma nel 1976 dovette sospendere le attività dopo essersi rotto la gamba sinistra in un incidente a Mallory Park. Dopo la guarigione, passò alla Formula Atlantic, dove vinse tre gare nel 1977 e vinse il campionato irlandese di Formula Atlantic nel 1978. Jordan e Stefan Johansson gareggiarono insieme nella Formula Tre britannica nel 1979, sotto il nome di "Team Ireland" e, nello stesso anno, Jordan disputò una gara di Formula 2 e fece una piccola quantità di test per la McLaren.

### Manager
A corto di soldi, nel 1979 fondò il suo team, l'Eddie Jordan Racing. Nel 1981, con i piloti David Leslie e David Sears, il suo team partecipava ad eventi nei dintorni del Regno Unito. Nel 1982 il suo pilota principale era James Weaver; nel 1983 Weaver corse alla Formula 3 nazionale, affiancato da Martin Brundle, che concluse il campionato secondo in classifica sfiorando il titolo, battuto dal solo Ayrton Senna. Nel 1987 il team assunse Johnny Herbert, con il quale vinse il campionato britannico di Formula Tre.
Negli anni successivi la squadra di Eddie Jordan partecipò al Campionato Europeo di Formula 3000, in cui vinse il titolo nel 1988 grazie alla coppia Donnelly-Herbert e nel 1989 con Jean Alesi. Durante il 1989, ingaggiò il capo progettista di Reynard, Gary Anderson, che divenne l'ingegnere di pista di Donnelly e sovrintendendo alle operazioni del team che alla fine si unirono a tempo pieno il 4 febbraio 1990.

#### Formula 1

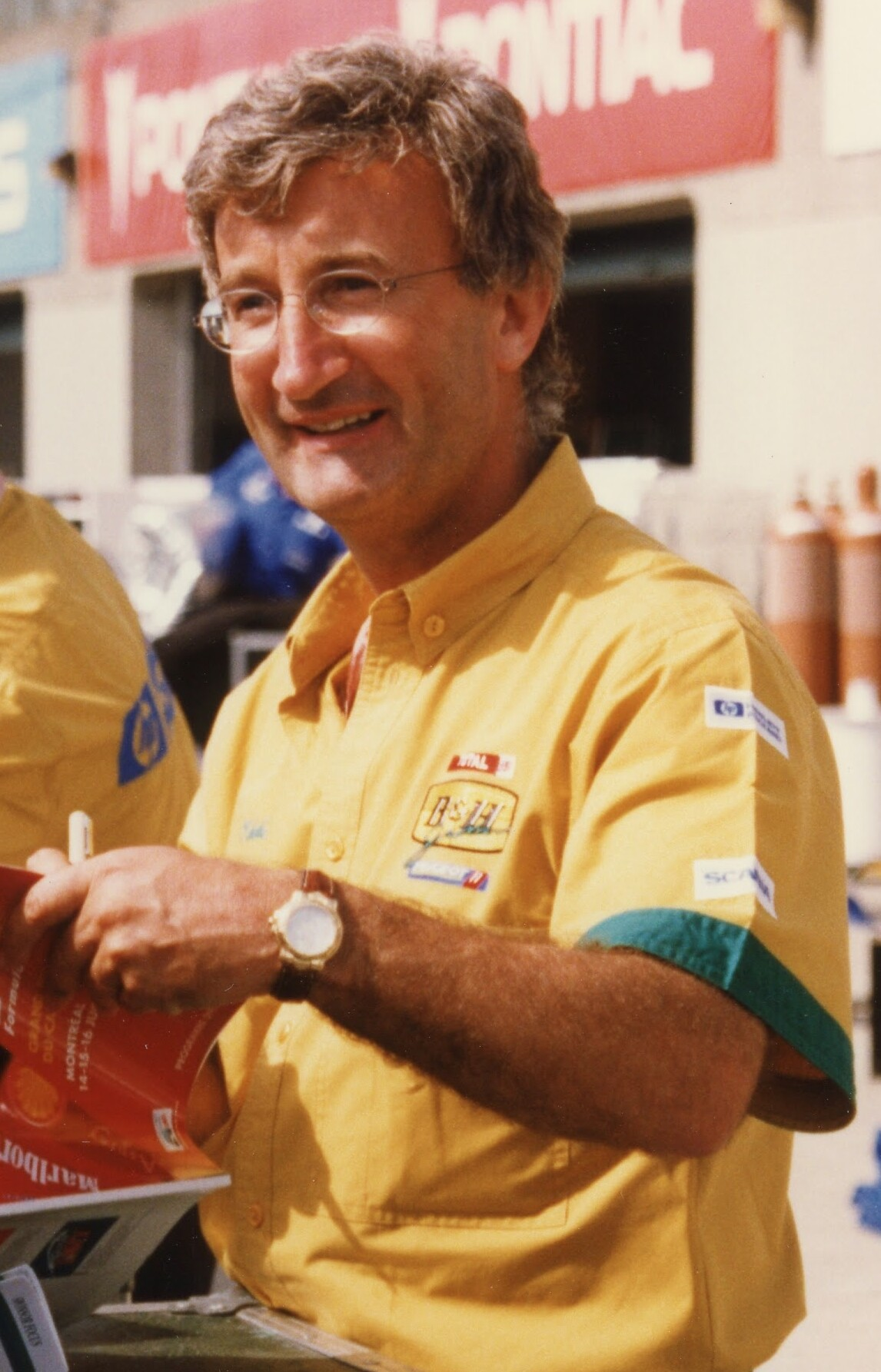
Eddie Jordan nel 1996

Successivamente decise il grande salto in Formula 1 nel 1991, modificando la denominazione dell'azienda in Jordan Grand Prix. Debuttò con una vettura costruita in proprio e progettata da Gary Anderson. La squadra guadagnò rapidamente considerazione e mostrò le proprie qualità in diverse occasioni durante la stagione. Nell'anno del debutto in Formula 1, Eddie Jordan, dovendo sostituire Bertrand Gachot nel Gran Premio del Belgio, affidò il volante di una sua monoposto all'esordiente Michael Schumacher; dopo una gara, il promettente tedesco attirò le attenzioni della Benetton, che lo ingaggiò immediatamente dopo la gara.
Nel 1998 la squadra ottenne il suo miglior risultato di sempre quando i piloti Damon Hill e Ralf Schumacher arrivarono primo e secondo nel Gran Premio del Belgio. Nel 1999, Jordan raggiunse il suo apice in F1 quando Heinz-Harald Frentzen, con due vittorie stagionali, lottò per il campionato, finendo terzo, il miglior piazzamento di sempre per un pilota Jordan. Nel Gran Premio d'Europa, Frentzen era in testa, ma fu costretto al ritiro a causa di problemi elettrici. Se avesse vinto la gara, Frentzen sarebbe stato a un punto dalla testa del campionato piloti con due gran premi rimasti.

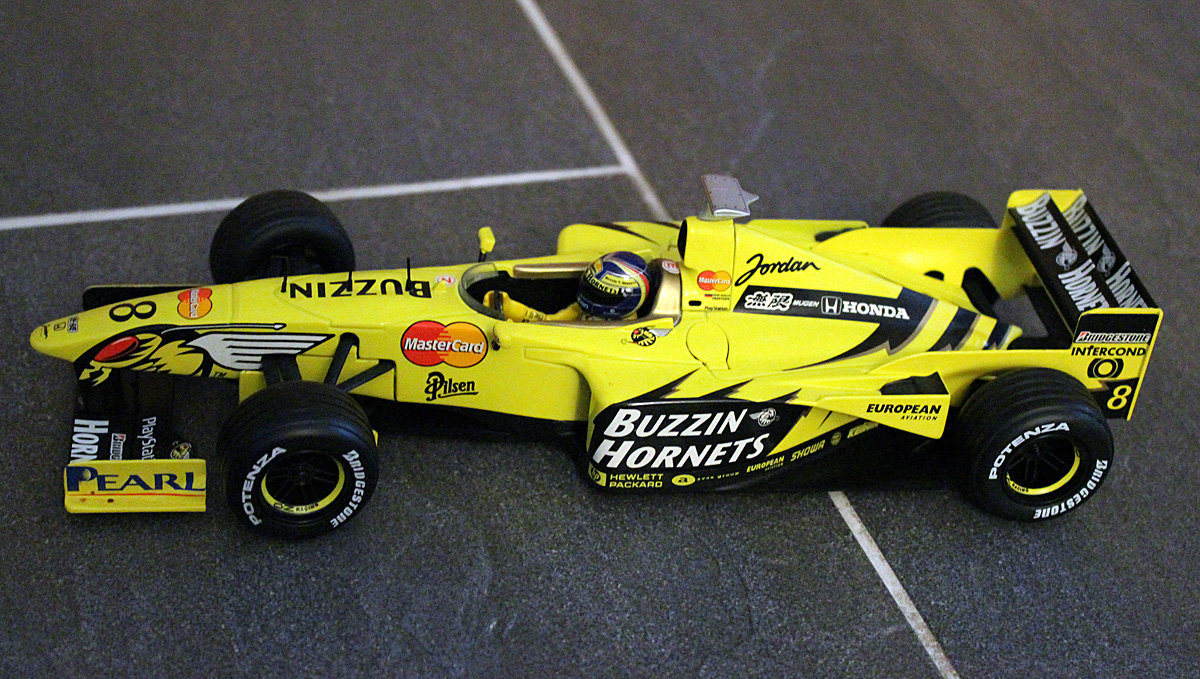
La Jordan 199 utilizzata nel 1999, la migliore monoposto realizzata dal team dell'imprenditore irlandese

Nel 2002, dopo aver perso un accordo di partnership con il motore Honda, in favore invece del team BAR, e aver avuto numerose difficoltà all'interno del team (tra cui una lite con Frentzen, che portò al licenziamento del tedesco), Jordan fu costretto a passare ai costosi motori Cosworth. In seguito lo sponsor principale abbandonò la scuderia e, con un budget inferiore a 80 milioni, si resero necessari molti tagli di spesa anche per quanto riguarda il personale tecnico, che si ridusse notevolmente: la stagione si presentò quindi difficile e impegnativa. Nonostante ciò, Jordan ottenne un'improbabile vittoria in Brasile con Giancarlo Fisichella, che sarà l'ultima vittoria per il team Jordan. Nel 2001 Jordan citò in giudizio Vodafone per una presunta rottura di un accordo di sponsorizzazione triennale del valore di $ 150 milioni, ma  perse la causa creando ulteriori battute d'arresto per il Team Jordan.
La forte caduta di Jordan dopo il terzo posto tra i costruttori nel 1999 era ormai fuori controllo. Nonostante la nuova sponsorizzazione da parte di Trust e l'ingaggiò di Nick Heidfeld e un giovane promettente debuttante Timo Glock nel 2004, Jordan era in guai seri. Jordan mantenne la proprietà completa della sua squadra fino al 2004 quando si ritirò, vendendo il team al gruppo Midland F1 dell'imprenditore russo-canadese Alex Shnaider. Il suo rifiuto a forniture motoristiche (in particolare da Peugeot e Honda) gli costò un maggiore successo alla squadra. Jordan, durante l'ultima gara della squadra, disse che in realtà hanno vinto cinque volte: la quinta vittoria fu la loro sopravvivenza con fondi così piccoli.
L'irlandese è stato uno dei migliori talent-scout in quanto ha fatto debuttare in Formula 1 piloti del calibro di Michael Schumacher, Rubens Barrichello, Eddie Irvine, Ralf Schumacher.

#### Dopo la Formula 1
Nel 2009, Jordan tornò nel mondo della Formula 1 come opinionista della BBC Sport insieme a Jake Humphrey (poi sostituito da Suzi Perry) e David Coulthard.
Jordan scrisse un mensile chiamato "This Much I Know" per la rivista F1 Racing, fino a quando venne sostituto con Murray Walker. Jordan lavorò anche a una serie TV chiamata Bad Boy Racers di Eddie Jordan. Nel 2007 è stato nominato Presidente del Rally d'Irlanda, una tappa del Campionato del mondo rally.
Jordan raccontò delle indiscrezioni che in seguito furono confermate; tra queste si includono il passaggio di Lewis Hamilton alla Mercedes, il ritorno di Michael Schumacher in Formula 1 nel 2010 e l'addio di Felipe Massa dalla Ferrari. Jordan, inoltre, ha una lunga amicizia con Bernie Ecclestone e lo ha intervistato diverse volte. Jordan ha parlato più volte di come Ecclestone abbia influenzato la sua carriera.
L'11 febbraio 2016 è stato annunciato che sarebbe stato uno dei nuovi presentatori di Top Gear. Nel marzo 2016 è stato annunciato come opinionista principale di Channel 4 per la Formula 1.
Nel 2023 Jordan ha lanciato il suo podcast chiamato Formula For Success, insieme all'amico ed ex pilota David Coulthard.

## Altre attività imprenditoriali
Jordan ha o ha avuto notevoli interessi commerciali nei settori del petrolio, delle corse automobilistiche, dello sport, della proprietà, dei giochi, dell'intrattenimento e della salute e del fitness.
È stato azionista del Celtic. È un investitore in Kinmont Advisory (un'azienda di consulenza aziendale) e partner in hedge fund di Clareville Capital (fondata da David Yarrow).
Nel 2018, Jordan ha assistito nell'offerta di successo del suo amico di lunga data Richard Hadidas per l'acquisto di Oyster Yachts. Jordan è stato amministratore delegato del consiglio di amministrazione fino al 2021, anno in cui è diventato ambasciatore del marchio per il costruttore di yacht di lusso.
Jordan ha anche investito in proprietà, sia immobili commerciali (che includevano Bunbury Holdings), sia sviluppi residenziali e vari investimenti a livello di immobili. Possedette anche un terreno che ospita un campo da golf PGA e investì in una banca fondiaria in Bulgaria, per la quale Norman Forster ha progettato un resort.
Jordan è amico di lunga data di Dermot Desmond e Denis O'Brien, che erano i primi sostenitori della Jordan F1. Da allora ha avuto diversi investimenti al loro fianco. Nel 2021 ha fondato JKO Capital per investire in attività di gaming e intrattenimento.
Nel luglio 2021, Eddie Jordan è stato accostato a un'offerta da 1 miliardo di dollari per acquistare l'attività OpenBet da Scientific Games. Jordan è un investitore di lunga data nello spazio dei giochi, con investimenti in Entain, Scientific Games ed Evolution, tra gli altri.
Nel novembre 2021, è emerso che Jordan e Keith O'Loughlin erano dietro un'offerta di JKO per acquisire Playtech per una cifra di 3 miliardi di sterline. Nel gennaio 2022, JKO ha segnalato che non avrebbe proceduto con un'offerta formale per l'azienda.
Jordan è stato anche membro del comitato consultivo di Citi Private Bank.
Ha interessi commerciali che includono Ready Room (in Sudafrica), Tosca, Valeo Foods, Jarvis Hotels, Debrett's, Zwift, Apex, Coople (Recruitment) e Docplanner, Spring Studios, George & Dragon (un'agenzia di PR e marketing) e Ceiba (una società di tecnologie sanitarie). In passato, ha anche avuto il suo marchio di vodka "Vodka V10" e il marchio di bevande energetiche "EJ-10" e la società immobiliare bulgara Madara Capital, che sviluppa la spiaggia di Karadere. È consulente di Aspinall Capital Partners.
Nell'ottobre 2024, Jordan è salito agli onori della cronaca come parte di una cordata che includeva l'ex giocatore di rugby sudafricano Bobby Skinstad e l'ex All Black neozelandese Andrew Mehrtens che cercava di acquistare il club di Premiership Rugby London Irish, finito in amministrazione controllata a causa di debiti con il fisco britannico. Il consorzio è sostenuto dal gruppo di private equity Strangford Capital. L'intenzione dichiarata dell'acquisizione era di emulare il successo del City Football Group per il rugby, infatti si parlava anche di trattative in corso per l'acquisto del club francese di Pro D2 Béziers formando una rete di club interconnessi. Nel febbraio 2025, il consorzio ha completato l'acquisizione del London Irish e ha dichiarato la propria intenzione di riportare il club in Premiership o nello United Rugby Championship entro il 2026.

## Vita privata
Era sposato con Marie (nata McCarthy), ex giocatrice di pallacanestro irlandese. La coppia si è sposata dal 1979 e ha quattro figli: Zoe, Miki, Zak e Kyle. Viveva in Irlanda, dove Jordan teneva il suo elicottero personale, e aveva proprietà a Wentworth, Città del Capo, South Kensington e Monaco, dove teneva il suo yacht.
Fu protagonista di This Is Your Life, un documentario inglese, nel 2000.
Jordan era amante del rock and roll e suonava la batteria. Fino al 2007, il nome della sua band era V10. Una versione ridotta della band suonava in vari locali in tutto il mondo con il nome di "Eddie & The Robbers". Jordan era socio del Celtic. Gli altri interessi sportivi di Jordan includevano il golf e ippica; possedeva cavalli in addestramento con Mouse Morris.
Jordan era un appassionato di ciclismo e ogni anno partecipava al Cape Town Cycle Tour (ex Argus) a Cape Town.
Jordan è stato un appassionato velista e appassionato di nautica per gran parte della sua vita. Ha circumnavigato il mondo nel 2015. Nel 2014, Jordan ha preso in consegna il più grande Sunseeker Yacht mai costruito, secondo quanto riferito per un prezzo di 32 milioni di sterline. Lo yacht di Jordan è una barca a vela di 45,3 metri chiamata Blush.
Jordan era un appassionato sostenitore dell'arte irlandese e vantava una vasta collezione che include Louis le Brocquy, Felim Egan e Markey Robinson tra gli altri.
Sostenitore del Partito conservatore, era membro sia del Royal Dublin Golf Club che del Royal Cork Yacht Club. Jordan ha pubblicato un'autobiografia, "An Independent Man", nel maggio 2007.
Jordan ha ricevuto due premi in Irlanda, due dottorati onorari dell'Università dell'Ulster e Dublin Institute of Technology.
Ha ricevuto il James Joyce Award dalla Literary and Historical Society della University College Dublin, una delle più grandi società studentesche in Irlanda, per onorare il suo contributo al motorsport in Irlanda. Ha anche ricevuto la medaglia d'oro del patrocinio onorario della University Philosophical Society del Trinity College di Dublino per onorare il suo contributo alle corse automobilistiche e il suo lavoro di beneficenza nel corso degli anni. Nonostante fosse irlandese, Jordan era anche un membro del British Racing Drivers 'Club grazie ad una clausola del nonno secondo cui chiunque sia nato in Irlanda prima del 1950 sarebbe considerato idoneo per l'adesione.
Nel marzo 2012, è stato annunciato che Jordan ha ricevuto un OBE onorario per servizi di beneficenza e corse automobilistiche. Jordan era un mecenate dell'ente di beneficenza per il cancro infantile CLIC Sargent e della Amber Foundation, un ente di beneficenza per i giovani. Il suo OBE è stato premiato per il suo lavoro di beneficenza relativo al CLIC, che ha raccolto 11 milioni di sterline in tre anni e ha costruito case presso l'UCLH in modo che i genitori possano stare con i bambini quando sono malati.